# سه پادشاهی کره
سه پادشاهی کره (به کره‌ای: 삼국)؛ به دوره ای از سده نخست پیش از میلاد تا سده هفتم میلادی اشاره دارد که در آن سه پادشاهی گوگوریو، بکجه و شیلا به امپراتوری‌های متمرکز در منچوری و شبه‌جزیره کره تبدیل شدند. با سقوط بکجه (۶۶۰ میلادی) و گوگوریو (۶۶۸ میلادی) توسط نیروهای متحد شیلا و تانگ، شیلای متحد در بخش جنوب مرکزی شبه جزیره کره تأسیس شد و پادشاهی بالهه در شمال تأسیس شد و به دوره دولت‌های شمالی و جنوبی انتقال یافت. از پادشاهی شمالی و جنوبی دوره ای که به عنوان دوران اوج هر کشور در نظر گرفته می‌شود، سده چهارم بکجه، سده پنجم گوگوریو و سده ششم شیلا است.
برخی از مورخان بر این باورند که این سه پادشاهی در واقع تأسیس شدند و دوره سه پادشاهی پس از سقوط بویو، مبدأ گوگوریو و بکجه، در سال ۴۹۴ میلادی، و از سال ۵۶۲ میلادی، زمانی که گایا سقوط کرد، تا سال ۶۶۰ زمانی که شیلا، بکجه را فتح کرد، توسعه یافت تنها ۱۰۰ سال به طول انجامید، اصطلاحات «دوره پنج پادشاهی» یا «دوره چهار پادشاهی» از جمله بویو و گایا، گاهی اوقات استفاده می‌شود.
این سه پادشاهی کل شبه‌جزیره کره و تقریباً نیمی از منچوری (شمال شرقی چین امروزی و بخش‌های کوچکی از خاور دور روسیه) را کنترول می‌کردند. گوگوریو نیمه شمالی شبه‌جزیره کره و شبه‌جزیره لیائودونگ و همچنین منچوری را کنترل می‌کرد. بکجه و شیلا نیمه جنوبی شبه‌جزیره کره را کنترول می‌کردند. پادشاهی‌های جزیره‌ای تامنا و اوسان به ترتیب تابع بکجه و شیلا بودند.
هر سه پادشاهی فرهنگ و زبان مشابهی داشتند. بکجه و گوگوریو اسطوره‌های بنیانگذاری مشترکی داشتند که از بویو سرچشمه می‌گرفتند. بودیسم که در سده سوم میلادی از هند از طریق تبت و چین وارد کره شد، به دین رسمی تمام اجزای سه پادشاهی تبدیل شد و با گوگوریو در سال ۳۷۲ میلادی شروع شد. سه پادشاهی کره همگی بر خلاف نخبگان ادبی چین، اشراف جنگجو داشتند.
این دوره در سده هفتم میلادی، پس از اتحاد شیلا با دودمان تانگ و متحد کردن شبه‌جزیره کره برای اولین بار در تاریخ، به پایان رسید. پس از سقوط بکجه و گوگوریو، تانگ یک دولت نظامی کوتاه مدت برای اداره بخش‌هایی از شبه‌جزیره کره تأسیس کرد. وفاداران گوگوریو و بکجه به شیلا پیوستند و برای تسلط بر شبه‌جزیره کره با تانگ جنگیدند. شیلا سرانجام به سه پادشاهی پایانی کره تقسیم شد و در نهایت توسط دولت جدید گوریو که در حال احیای گوگوریو بود، ضمیمه شد.

## تاریخ

### پیشینه سه پادشاهی

#### گوگوریو
گوگوریو که در طول مبارزه با امپراتوری هان قدرت خود را به تدریج گسترش داد، به نقطه‌ای رسید که با دودمان شین که پس از امپراتوری هان در طول دوره به وجود آمد درگیر شد. زمان پادشاه یوریمیونگ رشد کرده است. درپی آن، از زمان پادشاه تائجو، او به دنبال توسعه قوی خارجی بود، اوکجو را تحت سلطه خود درآورد و پی‌درپی لیائودونگ گون و هیونتوگون را مورد حمله قرار داد. علاوه بر این، گوگوریو طایفه گونگ سون را که منطقه لیائوهه را اشغال کرده بودند، بیرون کرد و از سردرگمی چین به دلیل سه پادشاهی به با حمله به سائو وی موقعیت خود را به عنوان یک کشور فاتح نشان داد و سیستم حاکم خود را اصلاح کرد.
پس از آن، در زمان پادشاهی، پادشاه گگوگچون، وزرای توانمندی مانند «اولپاسو» ظاهر شدند و سعی کردند از طریق «جین‌دبوپ» امور داخلی را تثبیت کنند، اما پس از مرگ پادشاه گگوکچئون، «گوبالگی» و سایر مقامات دولتی. تلاش برای تثبیت کشور به دلیل نبردی که درگرفت بین برادران پادشاه گگوکچون سردرگمی شد. با این حال، به دنبال پادشاه سانسانگ، که گوگوگی را در شورش برپایی سرکوب کرد و پادشاه شد، پادشاه دونگچون، رابطه با این قاره دوباره به طرق مختلف توسعه یافت، و سائو وی به شیلا حمله کرد.
در نتیجه این جنگ‌ها، گوگوریو زمین‌های زیادی را فتح و مردم زیادی را اسیر کرد، خانواده سلطنتی را تثبیت کرد، ارث پدری را تأسیس کرد و با سازماندهی مجدد بخش‌های پنج‌گانه سعی در سازماندهی مجدد نظام ملی داشت و در قرن چهارم. «سیستم رول‌ریونگ» به عنوان یک کشور باستانی ایجاد شد.

#### شیلا و گایا
ساروگوگ که در اطراف سورابول کنونی بزرگ شد، فرصت‌های کمتری برای تماس با فرهنگ آهنگری چین داشت، بنابراین توسعه اجتماعی آن کندتر از گوگوریو و بکجه بود. با این حال، آنها به تدریج با اتحاد با قبیله سوک که در ساحل شرقی ساکن شده بودند، یک کنفدراسیون تشکیل دادند؛ بنابراین، در دوره پادشاه تالهه، نام کشور به شیلا در این دوران، عنوان رهبر قبیله از «گوسوگان» که به عنوان یک فرمانده نظامی تعبیر می‌شود، به «چاچاوونگ(次次雄)» به معنای «شامان» یا «کشیش» تغییر یافت. و دوباره به «ایساگوم(尼師今)»، به معنای «جانشین» اختیارات رهبر قبیله تغییر یافت. پس از آن، از زمان به قدرت رسیدن پادشاه میچو، نوادگان کیم آلجی گوم سونگ تاج و تخت را به دست گرفتند.
در همین حال، ملت‌های قبیله‌ای مختلف بویو هان که در گسترش فرهنگ آهنگری کند بود، پس از سده سوم (میلادی) شروع به تشکیل فدراسیونی به نام گایا کردند.

#### بکجه
در مورد بکجه فرض بر این است که کنفدراسیون ماهان از ده امپراتوری در میان ۵۰ قبیله سرچشمه گرفته است. گروه اونجو که از گوگوریو فرار کردند ابتدا در میچاهول و ویریه‌سونگ مستقر شدند که پس از خودکشی بیریو در ویریه‌سونگ ادغام شدند. پس از سقوط دودمان گوجوسان، گروه‌هایی که به امواج پناه بردند، به تدریج نیروهای مختلف را در منطقه حاکم موکجی‌گوگ متلاشی کردند. بدین ترتیب، در زمان سلطنت پادشاه دارو و پادشاه چوگو، نیروهای قبیله ای بومی با هم ترکیب شدند و به تدریج با قبایل مختلف متحدین ماهان جنگیدند.
هنگامی که کشورهای قبیله ای حوضه رودخانه هان، که توسط «ناک‌رانگ» و «دبانگ‌گوگ» مورد تهاجم قرار گرفتند، خواستار یک کنفدراسیون بزرگتر برای مقابله با آن شدند، آنها با بکجه به عنوان رهبر خود متحد شدند و بکجه را قادر ساختند تا تبدیل شدن به یک ملت قبیله ای وجود داشت.

### گسترش سه پادشاهی
در سرزمین اصلی، دودمان هان سقوط کرد و سائو وی(魏)·دودمان شو(蜀)·دودمان وو(吳) با رقابت سه کشور، از سده چهارم (میلادی) تا سده ششم میلادی، زمانی که نفوذ بر شبه‌جزیره کره در این دوره، سه پادشاهی به توسعه سیاسی زیادی دست یافتند. یکی از آنها سازماندهی مجدد نظام برای تبدیل شدن به یک ملت باستانی و دیگری تبدیل آن به یک ملت فتح شده است.
سازماندهی مجدد نظام ملی باستانی کره با تضعیف سیستم پادشاهی قبیله‌ای آغاز شد. در اصل، زمانی که قدرت رئیس قبیله قوی بود، یک سازمان اجتماعی غیرمتمرکز فقط می‌توانست حفظ شود و یک اقتدار سلطنتی قوی وجود نداشت. از آنجایی که پادشاه به عنوان رئیس فدراسیون قبیله که گفته می‌شود رئیس جامعه فدراسیون قبایل است، بر اساس به رسمیت شناختن حقوق حاکم بر هر قبیله تأسیس شد. رهبر، اعمال قوی پادشاهی استبدادی غیرممکن بود؛ بنابراین، انتظار جانشینی موروثی سلطنت یا ارث پدری وجود نداشت، بلکه تاج و تخت از طریق انتخاب تغییر یافت. در بویو مسئولیت خشکسالی و فصل بارانی به عهده شاه گذاشته شد و شاه از سلطنت خلع یا کشته شد، یا اینکه قدرت سلطنتی بین پنج شاخه گوگوریو، این واقعیت که سه نام خانوادگی (پارک، سوک و کیم) شیلا به نوبت تاج و تخت را در دست گرفتند، به خوبی گویای این موضوع است.
با این حال، نه تنها قدرت سران قبایل به تدریج افزایش نیافت و اقتدار سران قبایل به تدریج تضعیف شد، بلکه رهبران قبایل محلی به مرکز ارتقاء یافتند، موقعیت مناسبی به آنها داده شد و در نجیبزادگان سازماندهی شدند. هر یک از دو رتبه، از جمله خون جینگول، که در شیلا نظام رتبه‌بندی جینگول، و رتبه‌های گوگوریو و بکجه تأسیس و غیره به خوبی از این موضوع سخن می‌گوید. از این طریق، پادشاه که رهبر نظامی یک کنفدراسیون ساده قبیله‌ای بود، توانست از دارنده قدرت ضعیف سلطنتی که قبلاً توسط رئیس قبیله انتخاب می‌شد، به سلطنت مطلق تبدیل شود. که می‌تواند پدر و پسر را به ارث ببرد.
نکته دیگر این است که استقرار اقتدار سلطنتی باستان و سازماندهی مجدد نظام دولتی باستانی قبل از جنبه‌های نهادی مستلزم اتحاد ایدئولوژیک بود. برای تعالی نظام ایدئولوژیک غیرمتمرکز و قبیله ای گذشته به یک نظام ایدئولوژیک ملی کهن، به کد ایدئولوژی و اخلاق جامع تر و سطح بالا نیاز بود. در دوران باستان کره، گوگوریو (۳۷۲ (میلادی))، بکجه (۳۸۴ (قمری))، و شیلا (۵۲۷ (میلادی)) این واقعیت که در این دوره بود که بودیسم وارد یا به رسمیت شناخته شد به این معنی است که بودیسم نقشی ایدئولوژیک و سیستماتیک در استقرار نظام دولتی باستان ایفا کرد.
پادشاه گوانگ‌گه‌تو بزرگ و پادشاه جانگسو، که به دنبال پادشاه سوسوریم و پادشاه گگوگ‌یانگ که سیستم دولتی باستانی را در گوگوریو سازماندهی مجدد کرد، به تخت نشست، شبه‌جزیره لیائودونگ توانست قلمرو وسیعی را از حوضه رودخانه هان فتح کند و پادشاه جین‌هونگ، که پس از پادشاه بوفونگ که بودیسم را به رسمیت شناخت، بر تخت نشست. در شیلا، توانست قلمرو وسیع حوضه رودخانه هان را فتح کند. ظهور این پادشاهان فاتح سه پادشاهی، از جمله بازپس‌گیری، نه تنها به عنوان فرصتی برای پیشروی در قاره عمل کرد، بلکه به‌طور قابل توجهی نیز خدمت کرد. چشم‌انداز سه پادشاهی را تغییر داد.
پادشاه گوانگ‌گه‌تو بزرگ از گوگوریو نه تنها قلمرو خود را با حمله به منطقه منچوری در شمال گسترش داد، بلکه در نبرد علیه بکجه در جنوب نیز پیروز شد. بکجه همچنین وه را که در قدرت بود شکست داد. پادشاه جانگسو نیز برای گسترش قلمرو خود تلاش کرد و برای این منظور، پادشاه جانگسو پایتخت را به پیونگ‌یانگ سونگ انتقال داد. از طریق یک سری از سیاست‌های توسعه به سمت جنوب، از جمله انتقال پایتخت به پیونگ‌یانگ سئونگ، اتحادی بین شیلا و بکجه برای مقابله با گوگوریو ایجاد شد. بیش از ۱۲۰ سال اخیر در تاریخ سه پادشاهی بود که زمان کافی را به شیلا توسعه یافته داد تا توانایی‌های خود را پرورش دهد و پایه و اساس اتحاد سه پادشاهی را در آینده ایجاد کند.
در زمان سلطنت پادشاه بوپ‌هونگ از طریق جین‌هونگ بود که شیلا با عجله خود را سازماندهی کرد و یک سیستم فاتح ایجاد کرد، و در آن زمان، گوگوریو بود. مسئول پادشاه گوانگ‌گه‌تو بزرگ زمانی بود که قدرت زیادی به دلیل جنگ دو نسلی فتح بین و پادشاه جانگسو هدر رفت. شیلا با بکجه متحد شد، حوضه رودخانه هان را که تحت فرمان گوگوریو بود تصاحب کرد و به سمت شمال شرقی تا ناحیه گونگ‌وون کنونی پیشروی کرد و هامگیونگنام نه تنها آن را اشغال کردند، بلکه اتحاد ناجه را نیز شکستند و حتی ناحیه پایین رودخانه هان را که بکجه فتح کرده بود، پس گرفتند. شیلا اتحاد ناجه را شکست و حوضه رودخانه هان را که بکجه مالک آن بود، تصرف کرد و به زمین حاصلخیز در حوضه رودخانه هان دسترسی پیدا کرد و با سلسله‌های چین مانند تانگ از طریق دریای زرد، ارتباط بگیرند. آنها مرز بین گوگوریو و بکجه را مسدود کردند، و بودیسم را در داخل به رسمیت شناختند و هوارانگ را پرورش دادند و پایه‌گذاری اتحاد سه پادشاهی شدند.
فتح گایا بر دو نسل پادشاه بوپ‌هونگ و پادشاه جین‌هونگ از شیلا ثابت کرد که سیاست پیشروی شیلا غرب از رودخانه ناکدونگ به این معنی است. گایا که مدتها میدان نبرد قدرت بین شیلا·بکجه و وه بود توسط شیلا فتح شد. این به این دلیل است که نه تنها نیروهای بکجه از اینجا اخراج شدند، بلکه شیلا در رویارویی با آنها موقعیت برتری را اشغال کردند. شیلا به یک نیروگاه جدید در شبه جزیره کره تبدیل شد و تغییرات بزرگی در شکل‌گیری حوزه نفوذ آن ایجاد کرد. بر این اساس، وضعیت در شبه جزیره کره به‌طور قابل توجهی تغییر کرده است، به جای رویارویی گذشته بین گوگوریو و شیلا. بکجه، و این دیپلماتیک با مشارکت چین و ژاپن در روابط، وضعیت در شرق آسیا بین قدرت‌های شرقی و غربی سوئی·تانگ تغییر کرد. - شیلا و گوک‌ترک‌ها - گوگوریو - بکجه - به دو جناح شمالی و جنوبی وه تقسیم شد.
یک واقعیت فرهنگی که در این دوره قابل توجه است، معرفی بودیسم و کنفوسیوس است. بودیسم به اتحاد ایدئولوژی کشورهای باستان کمک کرد و آنها را قادر ساخت تا روحیه بالایی را در جنگ‌های فتح در مقیاس بزرگ نشان دهند، و کنفوسیوسیسم به عملکرد کارآمد سیستم‌ها در قدرت متمرکز سلطنتی دوران باستان کمک کرد. این به این معناست که اساس ایدئولوژیک را فراهم کرده است. علاوه بر این، در این دوره، روش پرورش حق استفاده از گاو به شبه‌جزیره کره معرفی شد و افزایش سه کشور شبه‌جزیره کره را آسان کرد. تولید مواد غذایی کارآمد آنها حتی پس از دوره سه پادشاهی همچنان تأثیر زیادی بر کشاورزی در شبه جزیره کره داشت.

### اتحاد سه پادشاهی
دوره از قرن هفتم تا هشتم دوره تحول و توسعه بزرگ در شبه جزیره کره، هم از نظر سیاسی و هم از نظر فرهنگی بود. در این دوره، از نظر سیاسی، وحدت سه پادشاهی توسط شیلا و از نظر فرهنگی، اوج فرهنگ بودایی بود.
قبل از اتحاد شیلا، این سه پادشاهی با یکدیگر درگیری‌های سیاسی و نظامی داشتند و علاوه بر آن، دودمان سوئی که قرن‌ها دوباره جهان را در سرزمین اصلی چین متحد کرده بود، برخاست و به شبه جزیره کره حمله کرد. با این حال، گوگوریو به خوبی جنگید و آن را شکست داد و بکجه که پایتخت خود را از طریق سابی منتقل کرد، نیز تلاش زیادی برای بازسازی سرزمین قدیمی انجام داد. با این حال، شیلا در داخل به دنبال اتحاد معنوی از طریق بودیسم بود، در حالی که سیستم هوارانگ را برای تصدی مسئولیت جنبه نظامی توسعه داد، و در خارج کاملاً تابع تام تانگ سلسله جدید حاکم بر چین گردید و پس از فتح بکجه و گوگوریو توسط ارتش تانگ در ۶۶۰ و ۶۶۸ شیلا کنترل دوسوم شبه جزیره کره را در دست گرفت و توسط تانگ بعنوان یک منطقه زیردست شناخته شد.
قدرت ملی گوگوریو به دلیل اختلافات قدرت در بین قدرتمندان و احساسات عمومی بسیار تضعیف شد و احساسات عمومی بکجه در نهایت به دلیل سوء مدیریت پادشاه اویجا و مبارزه برای قدرت در میان اشراف تقسیم شد و دهه‌ها جنگ متمادی منجر به افول هردو پادشاهی شد.
تانگ ۵ فرماندار استانی در بکجه و ۹ فرماندار استانی در گوگوریو ایجاد کرد که بیشتر به ۴۲ ایالت تقسیم شدند. این قصد تانگ برای تبدیل قلمروهای دو کشور به قلمرو خود بود و شیلا نیز تحت محاصره زمینی قرار داشت و این امر منتهی به نبردهایی بین کره‌ای‌ها و تانگ شد؛ این مبارزه در ۶۷۶ میلادی پادشاه مونمو موفقیت‌آمیز بود، و شیلا به‌طور کلی قلمرو جنوب خط اتصال رودخانه تادونگ را اشغال کرد و خلیج وونسان، و تانگ آندونگ دوهوبو که در پیونگ‌یانگ تشکیل شده بود و تلاش می‌کرد بر شیلا نیز حکومت کند، ویران شد؛ از پیونگ یانگ تا خط ساحلی جنوب در کنترل شیلا قرار گرفت و با ان

ا
گوگوریو تا ۶۶۸ میلادی بر بخش شمالی شبه‌جزیره کره و منطقه منچوری حکومت می‌کرد. در سال ۳۷ پیش از میلاد، پادشاه گوگوریو از بویو به رهبری جومونگ دونگیه و اوکجو را زیر سلطه خود درآورد و ارتش لیوندانگ و هیون‌توگون را تحت فشار قرار داد تا قلمرو خود را گسترش دهند. پادشاه گگوگچون وراثت پدری را برای تاج و تخت تأسیس کرد و سیستم را از نو سازماندهی کرد، مانند ایجاد پنج ناحیه اداری، و در نتیجه قدرت سلطنتی را بیشتر تقویت کرد.
پادشاه میچون شیان‌پیونگ را ایمن کرد و ارتش لیوندانگ و ارتش دایبانگ را فتح کرد و نیروهای ارتش هانسا را کاملاً از شبه جزیره کره بیرون کرد و سرزمین قدیمی گوچوسان را بازپس گرفت. گوگوریو به دلیل حملات بکجه و یان در زمان پادشاه گگوگوون، دچار بحران ملی شد و با وضع قوانین، دولت متمرکز تکمیل شد کشور سازماندهی مجدد شد.
در سده پنجم (میلادی)، گوگوریو به اوج قدرت خود رسید، زمانی که پادشاه گوآنگ‌گه‌تو بزرگ به ویریه‌سونگ، پایتخت بکجه حمله کرد و قلمرو جنوبی خود را تا رودخانه ایمجین و رودخانه هان و شیلا گسترش داد. او به پادشاه نائمول کمک کرد و دزدان دریایی ژاپنی را شکست داد. او همچنین به هویان به شمال حمله کرد و لیائودونگ را کاملاً اشغال کرد و همچنین تا قسمتی از منطقه لیائوژی پیشروی کرد. پادشاه گوآنگ‌گائتو بزرگ با تحت سلطه درآوردن مالگال و بویو شرقی موقعیت برتر را در منچوری و شبه‌جزیره کره به دست آورد.
پسرش پادشاه جانگسو با دودمان‌های شمالی و جنوبی چین ارتباط برقرار کرد و همچنین روابط دیپلماتیک با کشورهای خارجی مانند یویون برقرار کرد. گسترش یافت تا چین را کنترل کند. در سال ۴۲۷ میلادی، به عنوان بخشی از سیاست جنوب، پایتخت به پیونگ‌یانگ سونگ منتقل شد و یک سازمان سیاسی متمرکز تأسیس شد. در سال ۴۷۵ میلادی، گوگوریو به ویریه‌سونگ بکجه حمله کرد و آن را تصرف کرد، پادشاه گون‌گه‌رو را کشت، نارضایتی پادشاه گگوگوون را برطرف کرد و تا جنوب خلیج آسان حکومت کرد. در این زمان، بکجه پایتخت خود را به اونگجین سونگ منتقل کرد و شیلا، که همچنین مورد حمله قرار گرفت و سرزمین شمال جوکریونگ را از دست داد.
در میانه سده ششم (میلادی)، گوگوریو که از مبادلات داخلی و خارجی رنج می‌برد، قدرت ملی خود را به شدت تضعیف کرده بود. پادشاه جین‌هونگ، اتحاد ناژه (羅濟同盟) را شکست و حوضه رودخانه هان را که از گوگوریو گرفته شده بود، تسخیر کرد و حتی در گوگوریو به بخشی از منطقه فعلی استان هامگیونگ پیش رفت و فشار آورد.
در سال ۵۸۹ میلادی، دودمان سوئی چهار بار به گوگوریو حمله کرد. در جنگ‌های گوگوریو-سوئی، گوگوریو توانست با پیروزی در نبردهای مهمی مانند نبرد سالسو به رهبری اولجی موندوک در سال ۶۱۲ میلادی از تهاجم دودمان سوئی جلوگیری کند. این جنگ یکی از دلایل سقوط دودمان سوئی شد. بلافاصله پس از آن، امپراتور تایزونگ از دودمان تانگ که چین را متحد کرد، به بهانه سیاست تندرو یون گه‌سومون به گوگوریو حمله کرد و موفق شد با تصرف استان لیادونگ و سایر شهرها در قلعه آنسی توسط سونگجو شکست خورد.
به این ترتیب، گوگوریو با موفقیت از خود در برابر حملات نیروهای تانگ دفاع کرد، اما با حمله به آن، قدرت ملی آن کاهش یافت. به ویژه، پس از مرگ یون گه‌سومون، طبقه حاکم تقسیم شد، اوضاع سیاسی و احساسات عمومی آشفته بود.
در سال ۶۶۸ میلادی، نیروهای متحد شیلا و تانگ به گوگوریو که در آشفتگی بود حمله کردند، پایتخت پیونگ‌یانگ سونگ را گرفتند و گوگوریو را نابود کردند. دودمان تانگ تحت‌الحمایه آندونگ را در سرزمین قدیمی گوگوریو تأسیس کرد و بخشی از قلمرو گوگوریو به شیلا رفت. با این حال، خلاء گوگوریو بعداً توسط جانشین آن، بالهه ادامه یافت.

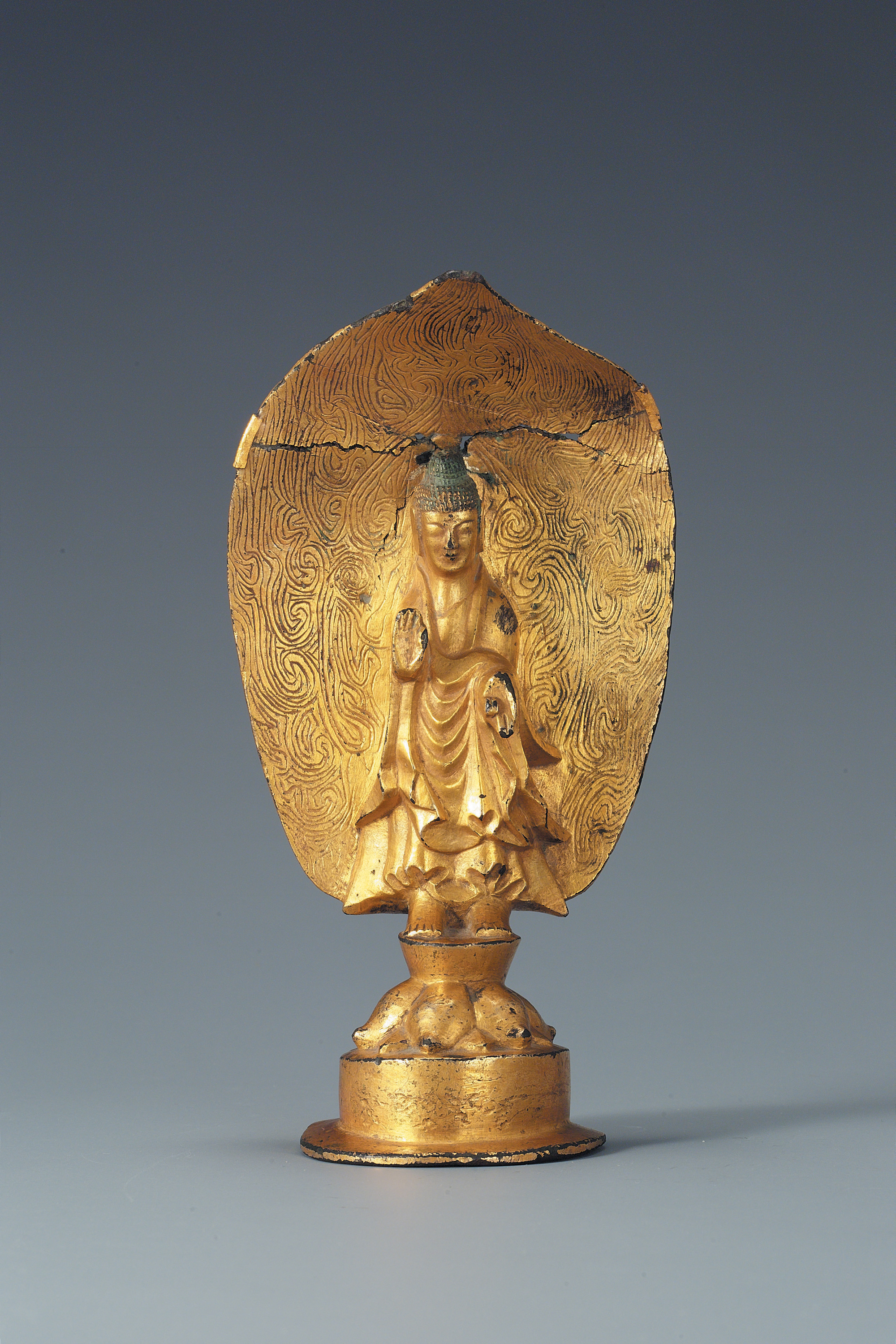
مجسمه ایستاده بودای برنزی طلایی گوگوریو (گنجینه ملی شماره ۱۱۹ کره)
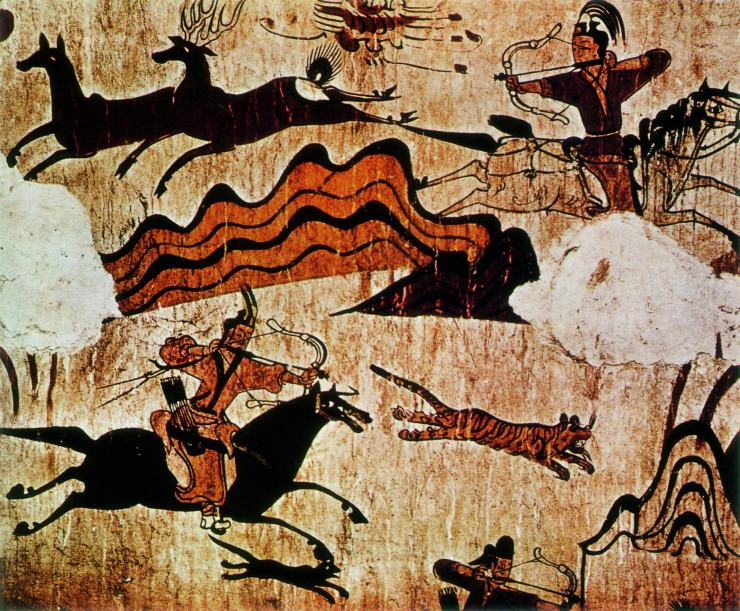
نگاره‌ای از دوران گوگوریو
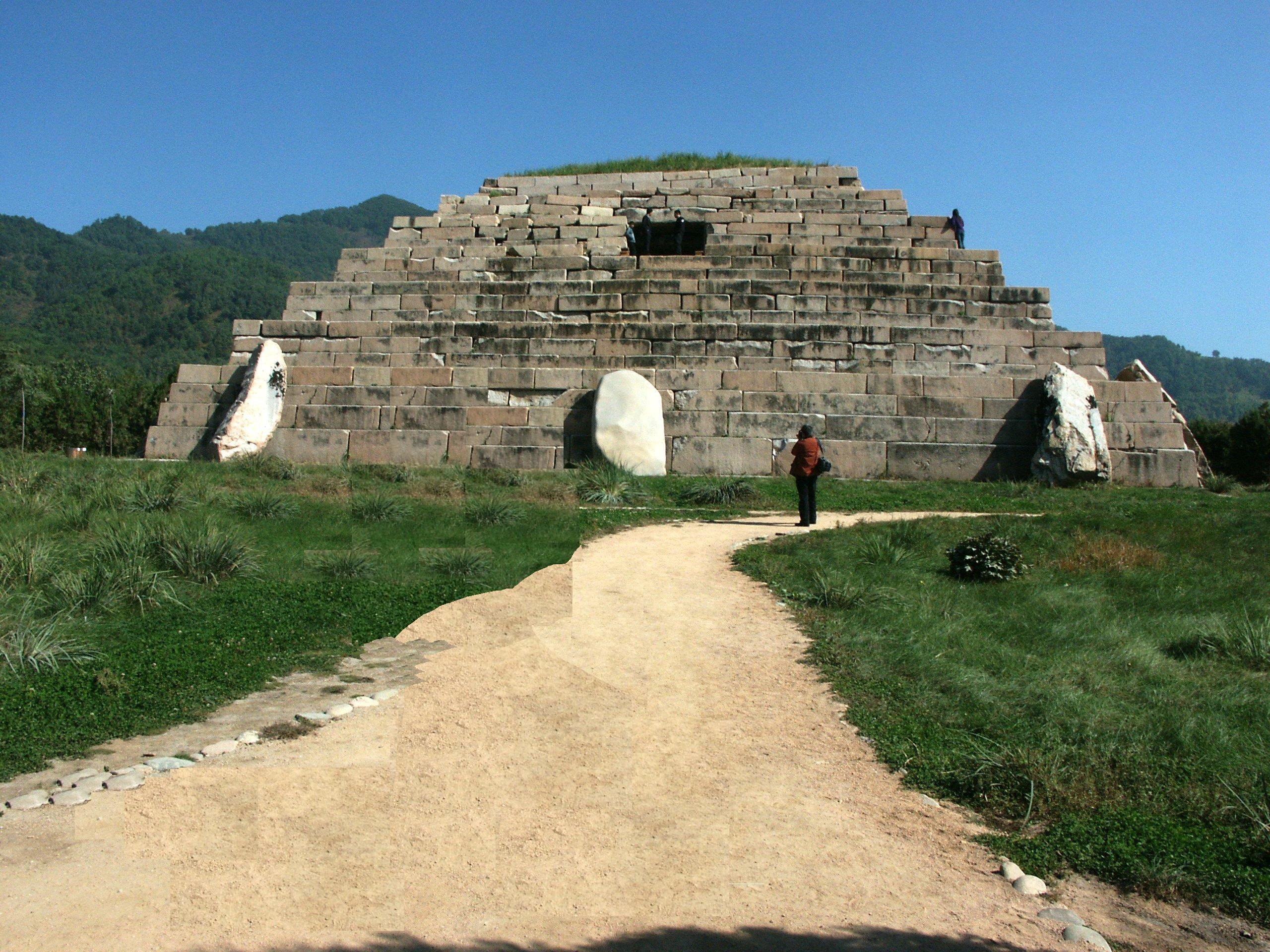
آرامگاه جانگ گونچون
 آرامگاه پادشاه جانگسو (احتمالی)

## شیلا

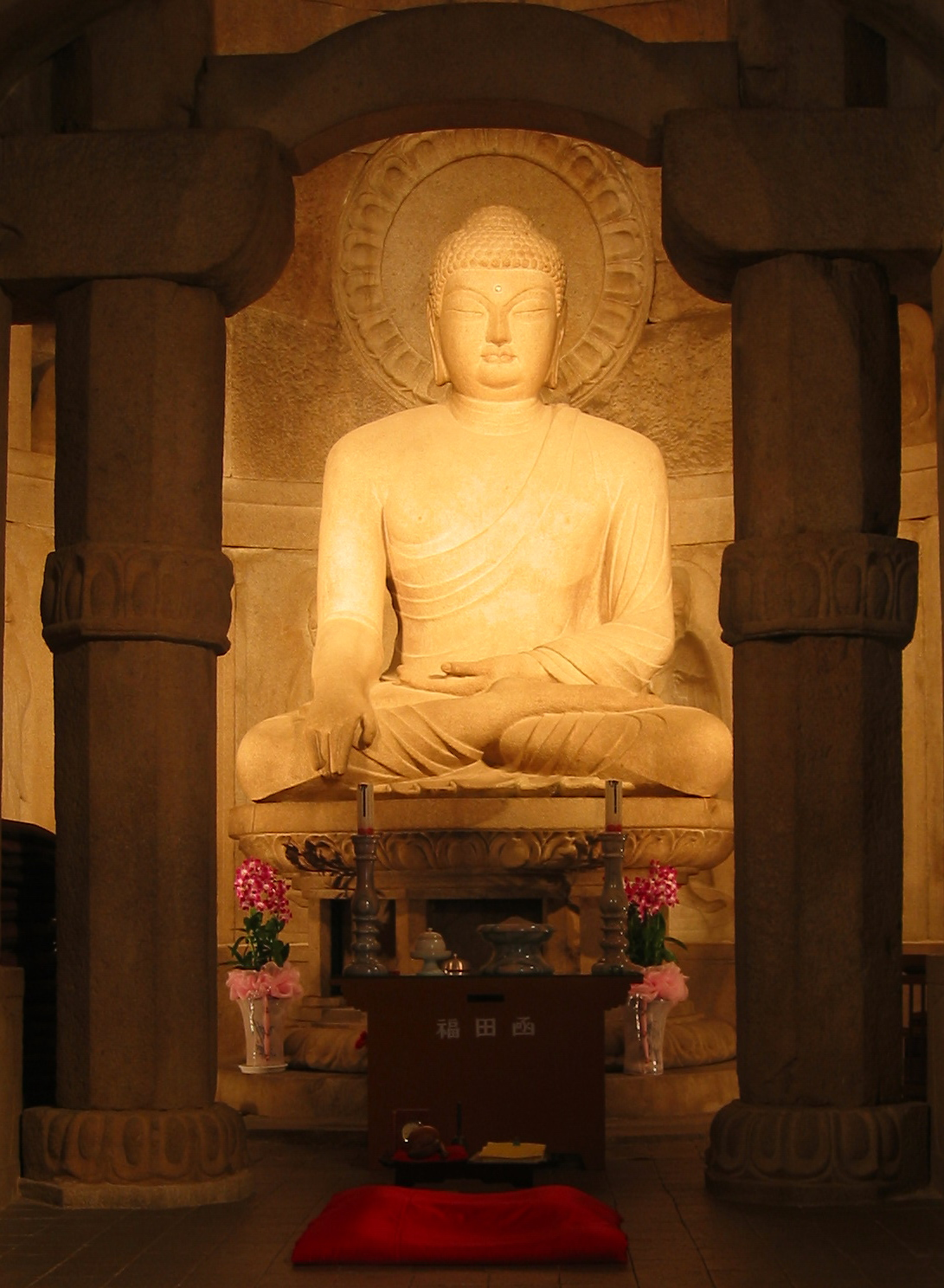
غار سوک گورام، شیلا

شیلا (新羅) یکی از سه پادشاهی دوره سه پادشاهی به همراه گوگوریو و بکجه بود و بر بخش جنوب شرقی شبه‌جزیره کره کنونی حکومت می‌کردند. برای حدود ۱٫۰۰۰ سال حکومت کرد. نام کشور شیلا، حاوی این معنی است که فضیلت پادشاه روز به روز تجدید می‌شود و همه جهات را در بر می‌گیرد. شیلا در حدود سال ۵۷ قبل از میلاد در منطقه سورابول تأسیس شد. شیلا اولین پادشاهی از سه پادشاهی بود که تأسیس شد، اما آخرین پادشاهی بود که یک چارچوب ملی ایجاد کرد. با این حال، در حدود سده ششم میلادی، در دوران سلطنت پادشاه جین‌هونگ به اوج خود رسید و در حدود سده هفتم میلادی حوضه رودخانه هان را اشغال کرد و اتحاد شیلا و تانگ را تشکیل داد. نابود کردن بکجه در سال ۶۶۰ (میلادی) هنگامی که گوگوریو توسط تانگ در سال ۶۶۸ (میلادی) ویران شد، آنها بخشی از شمال رودخانه هان و کل منطقه جنوب رودخانه هان را تصرف کردند و بدین وسیله به یکپارچگی سه پادشاهی رسیدند. در سال ۶۶۹ (میلادی) با تأسیس بالهه، به محور جنوبی پادشاهی‌های شمالی و جنوبی تبدیل شد. با این حال، در پایان از آنجایی که پادشاه و اشراف زندگی اسراف‌آمیز داشتند و به درستی از سیاست مراقبت نمی‌کردند، شورش‌ها در مکان‌های مختلف آغاز شد و در سال ۸۹۲ (میلادی) پادشاه گیون هوون در بکجه جدید حکومت کرد. در سال ۹۰۱ (میلادی)، واپسین سه پادشاهی با تأسیس ته‌بونگ (که ابتدا گوگوریو جدید نام گرفت) توسط گونگ‌یه و پادشاه گیونگ‌سون، آغاز شد که نتوانست در برابر حملات دو کشور مقاومت کند و در سال ۹۳۵ (میلادی) تسلیم پادشاه تائجو (وانگ‌گون) شد و پس از ۵۶ پادشاه و ۹۹۲ سال نابود شد.
تاریخ شیلا عمدتاً به سانگده، جانگده و هادلو تقسیم می‌شود، و دامنه شیلا از پادشاه هیوک‌گوسه تا ملکه جیندوک، پادشاه بیست و هشتم تا سال ۷۷۱ میلادی، دوره ای که در آن کشور به دلیل توسعه و گسترش از ایالت قبیله ای با گوگوریو و بکجه سازگار بود. پس از تأسیس آن به کشور در سده‌های میانه هشت نسل و ۱۲۸ سال از پادشاه موییل تا شاه هیوگونگ است و عصر طلایی فرهنگ شیلا پس از سقوط بکجه و گوگوریو و بلافاصله پس از آن. دوره دوم ۱۵۶ سال از پادشاه بیستم از پادشاه سوندوک تا شاه گیونگ‌مون بود، و دوره ای از سردرگمی و شیب به دلیل ادامه صلح و نبردها بود. برای جانشینی تاج و تخت پادشاهان شیلا عبارت بودند از: پارک، سوک و کیم شیلا در زمان سلطنت شاه بوفونگ آیین بودا را پذیرفت و به دنبال تقویت اقتدار سلطنتی و اتحاد مردم بود و آثار و آثار ظریف و باشکوه بودایی را از خود به جای گذاشت.

## گایا
«گایا» (کره‌ای: 가야) به معنی «گاراک» (کره‌ای: 가락)، «گارا» (کره‌ای: 가라)، همچنین با نام‌های «گاریانگ» (کره‌ای: 가량) و «گویا» (کره‌ای: 구야)، کنفدراسیونی از مردمان قبیله‌ای واقع در بخش جنوبی شبه‌جزیره کره بود. بیشتر دوره سه پادشاهی از شرق با شیلا و از غرب با بکجه هم‌مرز بود.
در حدود سده دوم (میلادی) تا سده سوم (میلادی)، با مرکزیت در اطراف گومگوان گایا در مکان‌هایی مانند گیم‌هه، ته‌گایا، سونگسان گایا، آرا گایا، گوریونگ گایا و سو گایا با هم ادغام شدند و کنفدراسیون گایا اولیه را تشکیل دادند، اما گئومگوان گایا به دلیل حمله گوگوریو آسیب زیادی دید و سده پنجم (میلادی) تاسده ششم میلادی سپس کنفدراسیون گایا با مرکزیت داگایا ایجاد شد که آسیب کمی دید.
با این حال، بین شیلا و بکجه نیز در معرض تهدید قرار گرفت و به تدریج فروریخت و در نهایت در سال ۵۶۲ (میلادی) سقوط کرد. بر خلاف سه پادشاهی، ناکامی در ایجاد یک ملت مناسب و زوال آن به کنفدراسیون ایالت‌های قبیله‌ای به عنوان عامل سقوط آن اشاره می‌شود. گایا قدرت ملی خود را بر اساس آهن باکیفیت تولید شده در منطقه گیم‌هه و همچنین تجارت با مکان‌هایی مانند وه و مناطق دیگر افزایش داد. فرهنگ آهن گایا به عنوان یک سطح برجسته ارزیابی می‌شود.

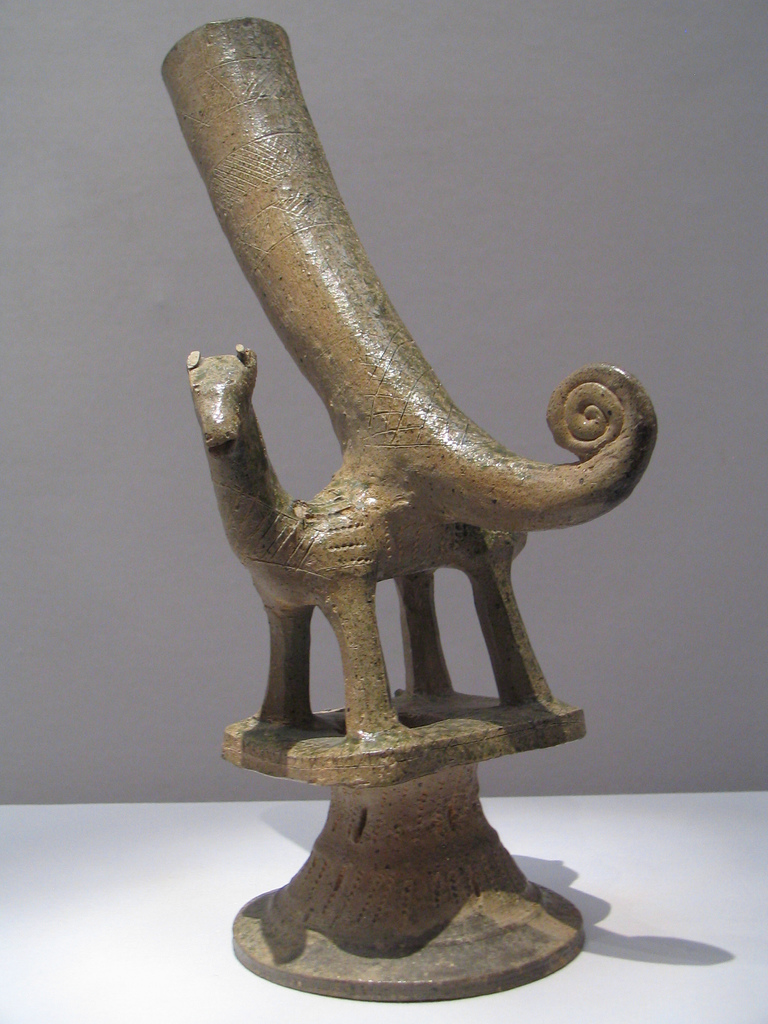
فنجانی که قالب آن از راه جاده ابریشم که از فرهنگ فارس تاثیر می‌گیرد گرفته شده است.
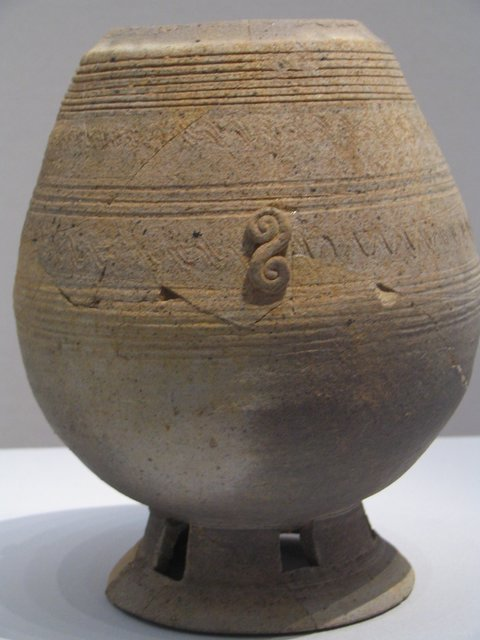
کوزه سفالی گایا
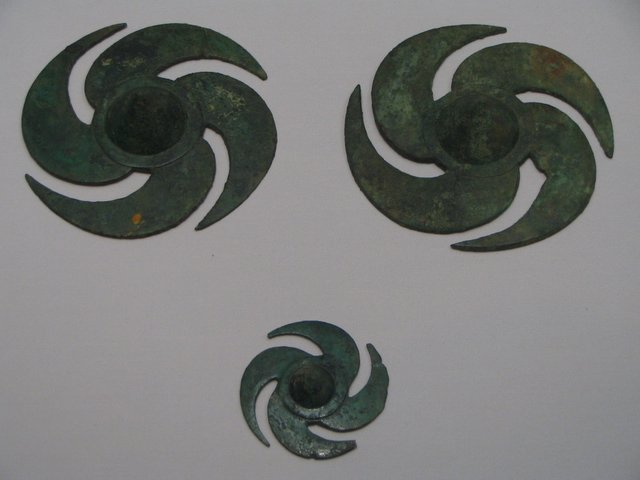
سپر کشف شده در تسونگ دونگ، گیم‌هه
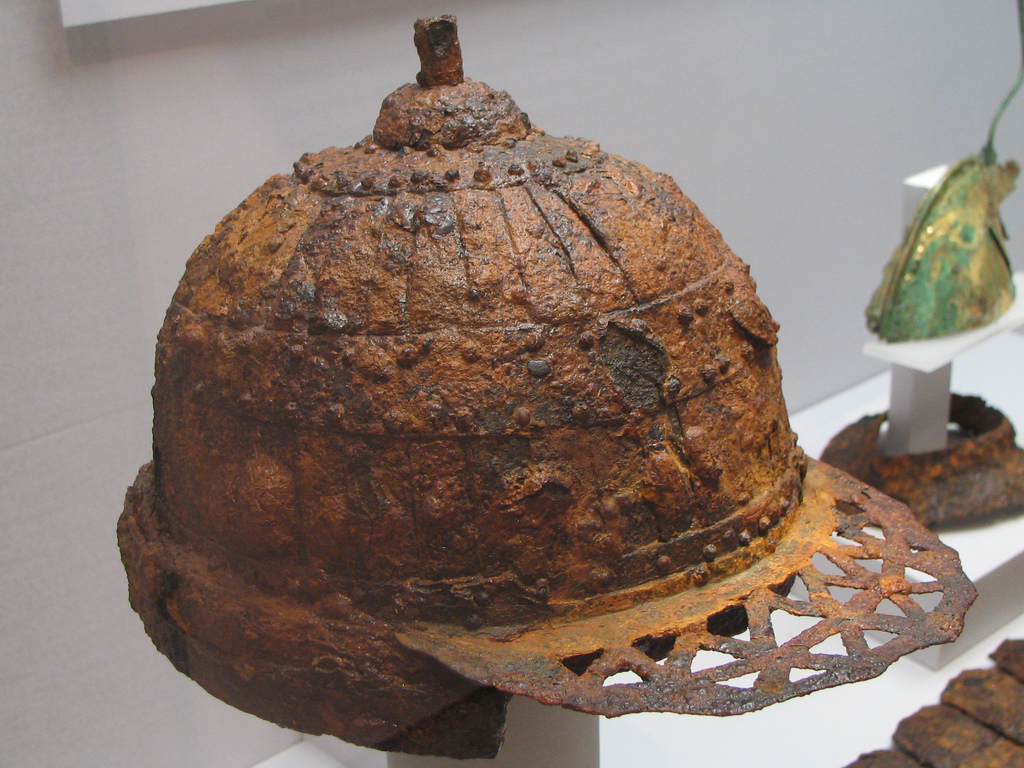
کلاه‌خود آهنی که در حوضه رودخانه ناکدونگ یافت شد
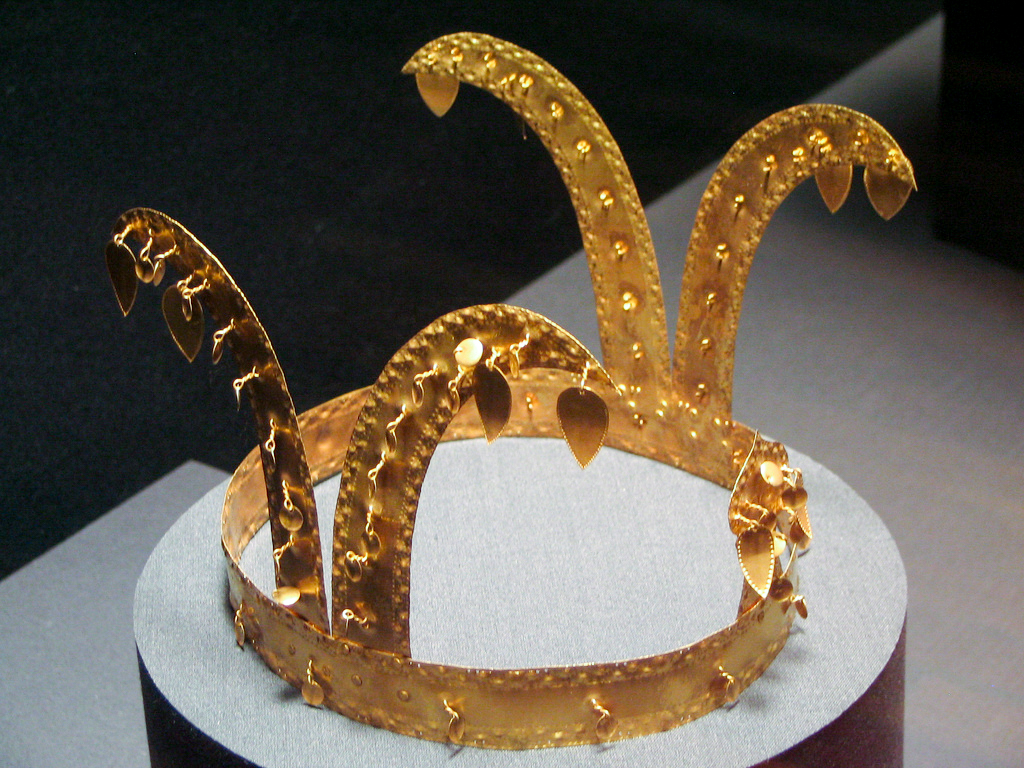
تاج برنجی گایا
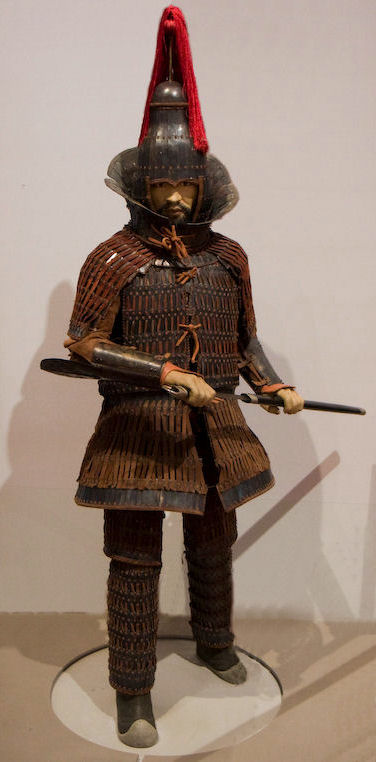
مجسمه یک سرباز مسلح گایا.

## بکجه
بکجه در ویریه‌سونگ توسط پادشاه اونجو در سال ۱۸ قبل از میلاد تأسیس شد. می‌گویند بکجه بخشی از متحدین ماهان بوده است. بکجه قدرت خود را در حدود قرن سوم به بخش‌هایی از چونگچونگ و جولا گسترش داد. علاوه بر این، پیشروی به سمت شمال باعث اختلافات ارضی بین گوگوریو و شهرستان‌های چین شد.
در زمان سلطنت پادشاه گون‌چوگو در سده چهارم (میلادی)، بیشتر ماهان ضمیمه شد و بیشتر منطقه جولا به قلمرو آن تبدیل شد و با حمله به پیونگ‌یانگ سونگ گوگوریو در شمال و کشتن پادشاه گگوگوون به اوج خود رسید. برخی از محققان ادعا می‌کنند که بکجه در این دوره به منطقه لیائوژی چین و کیوشو ژاپن پیشروی کرد. با این حال، بعداً با مشکلاتی از جمله از دست دادن حوضه رودخانه هان به گوگوریو و شیلا مواجه شد. پادشاه سونگ با شیلا اتحاد برقرار کرد و برای بازپس‌گیری حوضه رودخانه هان به گوگوریو حمله کرد، اما به دلیل خیانت شیلا، همه تلاش‌ها بی‌نتیجه ماند و در نهایت در قلعه گوانسان سئونگ کشته شد.
پس از آن، بکجه برای احیای مجدد تلاش کرد، اما در سال ۶۶۰ (میلادی)، تحت حمله مشترک شیلا و تانگ قرار گرفت و پایتخت آن، قلعه سابی‌سئونگ، سقوط کرد و ویران شد. فرهنگ بکجه به‌طور کلی پیچیده و ظریف توصیف می‌شود و این فرهنگ تأثیر زیادی بر ژاپن و سایر مناطق داشت.

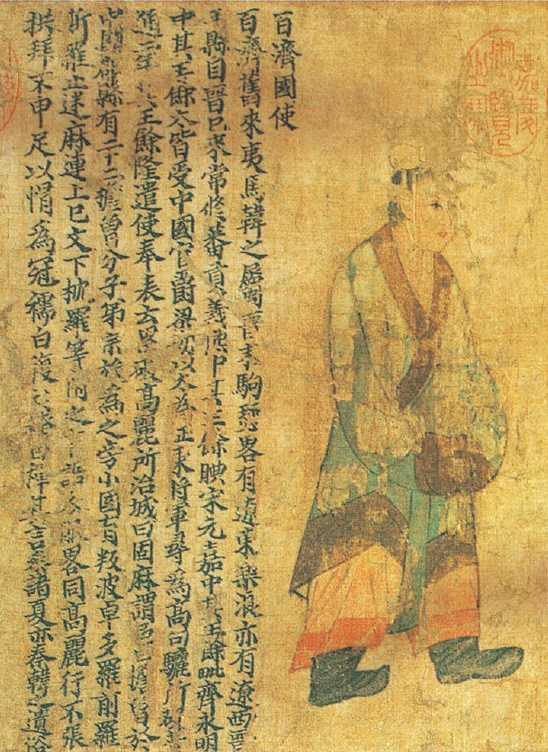
یک فرستاده اهل بکجه
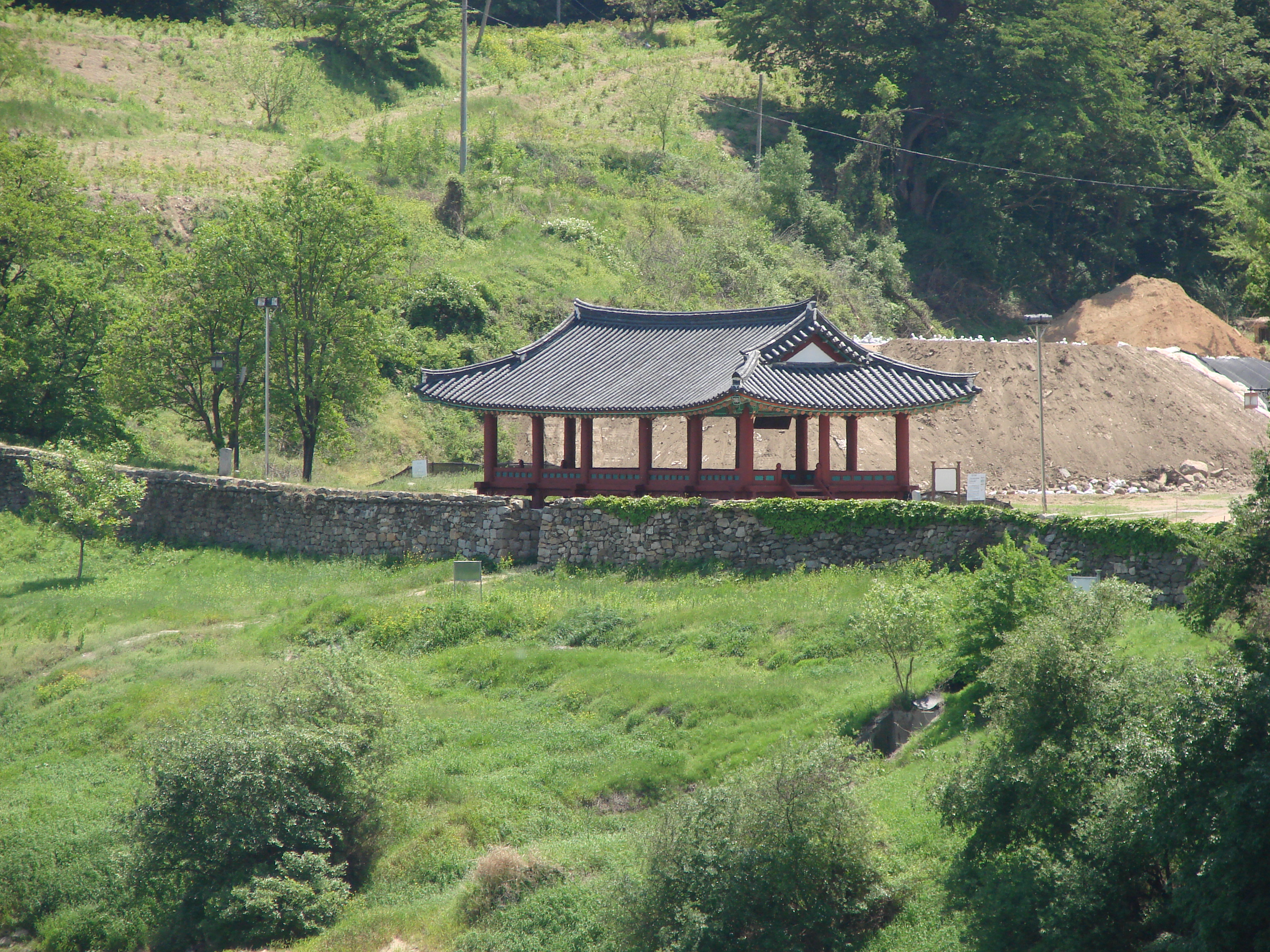
اونگجین، دومین پایتخت بکجه، قلعه گونگسان سونگ
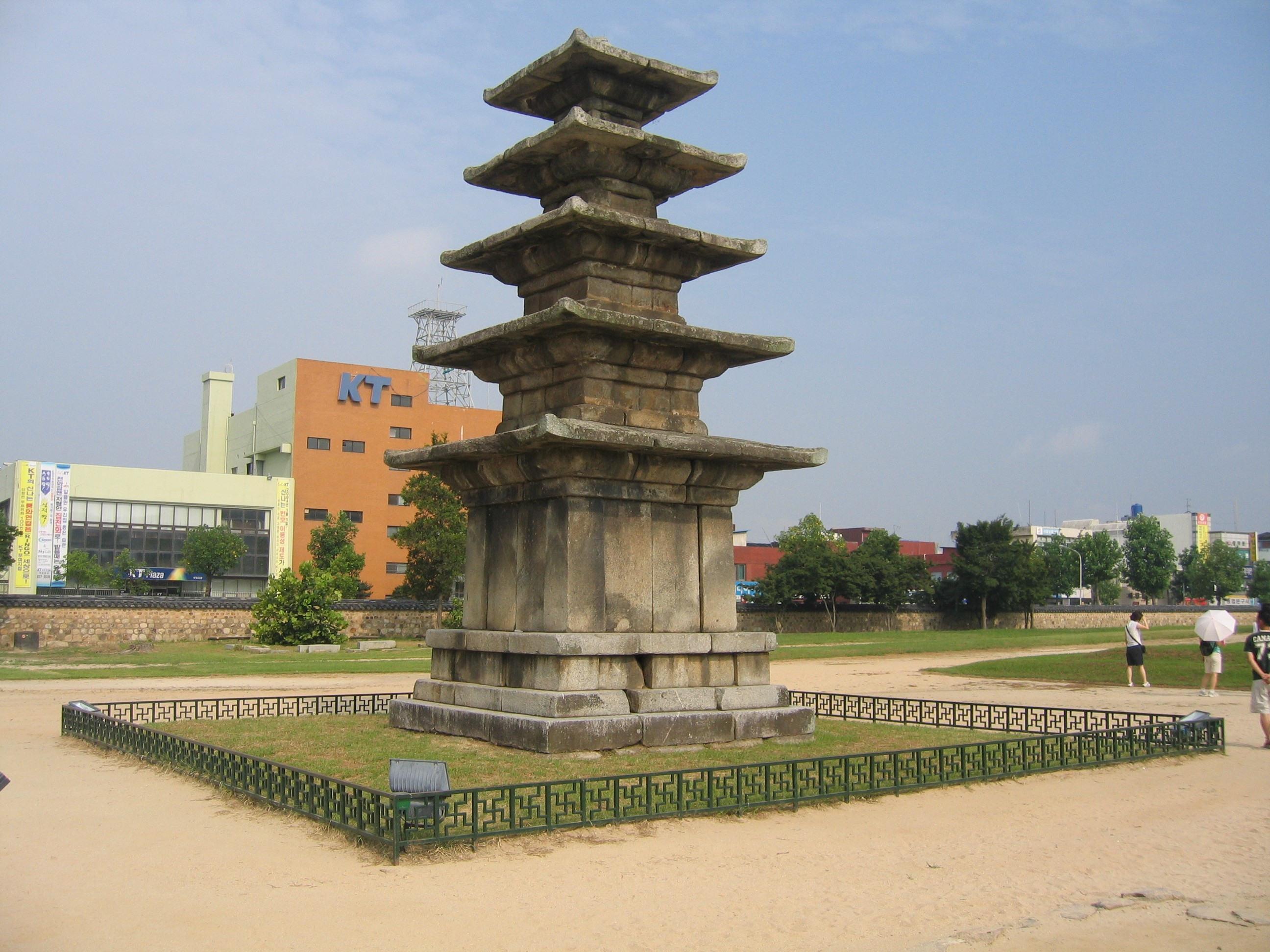
بتکده سنگی در معبد جونگنیمسا، بویو
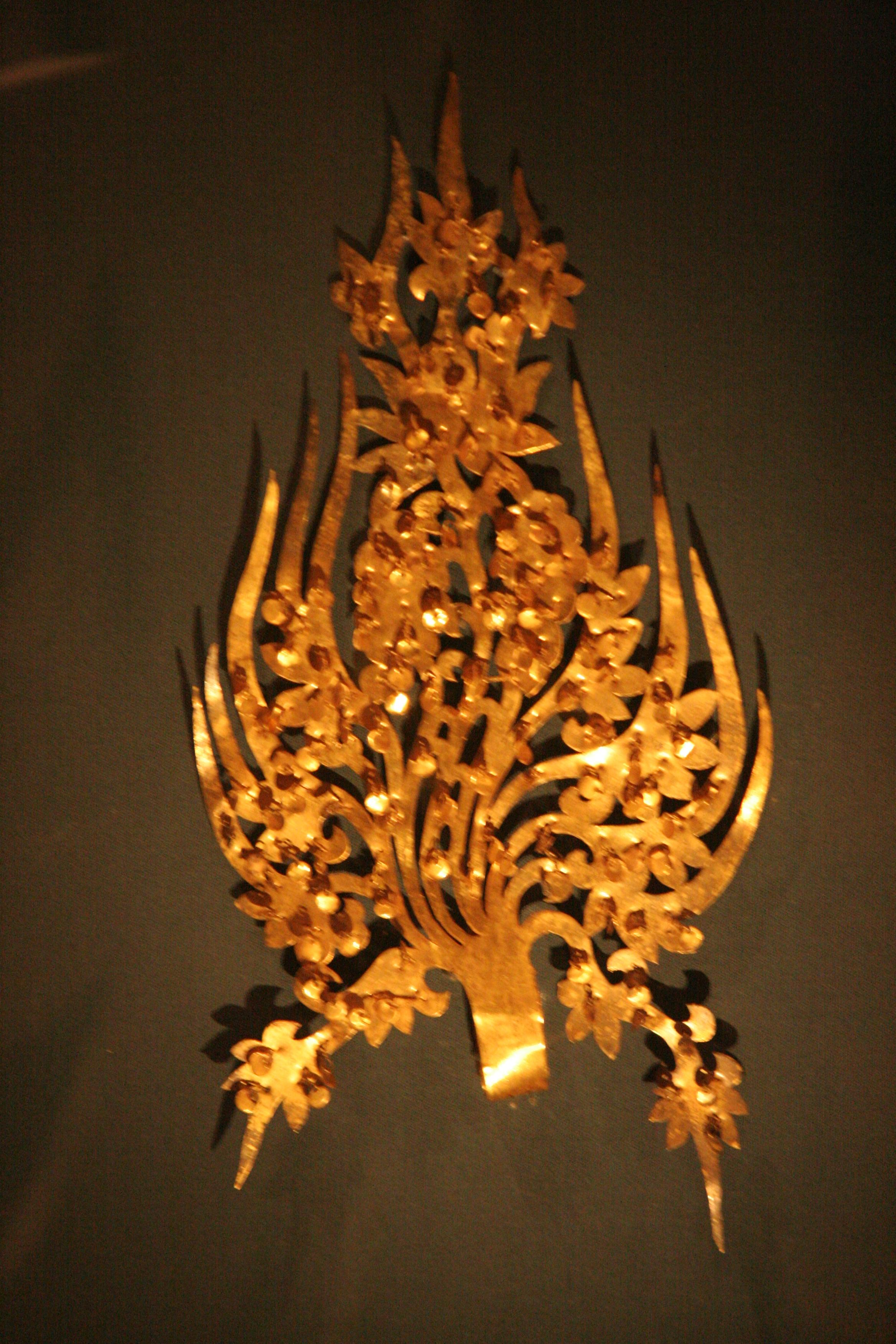
تاج تزئینی بکجه
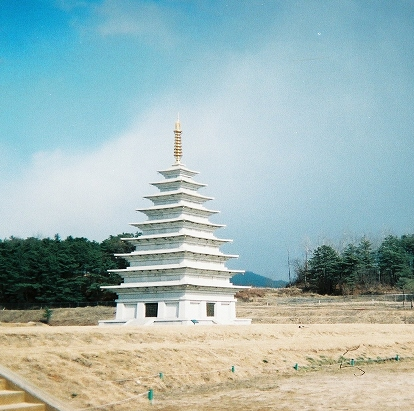
بتکده شرقی معبد میروکساجی

## برای مطالعهٔ بیشتر
- Best, J.W. (2003). "Buddhism and polity in early sixth-century Paekche". Korean Studies. 26 (2): 165–215. doi:10.1353/ks.2004.0001. JSTOR 23719761. S2CID 154855624.
- Lee, K. (1984) [1979]. A New History of Korea. Tr. by E.W. Wagner & E.J. Schulz. Seoul: Ilchogak. p. 518. ISBN 978-0-674-61576-2.
- Na, H.L. (2003). "Ideology and religion in ancient Korea". Korea Journal. 43 (4): 10–29. Archived from the original on June 14, 2011.
- Nelson, Sarah M. (1993). The archaeology of Korea. Cambridge: Cambridge University Press. ISBN 978-0-521-40783-0.
- Pearson, R; Lee, J.W.; Koh, W.Y.; Underhill, A. (1989). "Social ranking in the Kingdom of Old Silla, Korea: Analysis of burials". Journal of Anthropological Archaeology. 8 (1): 1–50. doi:10.1016/0278-4165(89)90005-6. Scopus: 2-s2.0-38249024295.